# 斑马翼法螺
斑马翼法螺（学名：Gyrineum gyrinum），是异足目法螺科翼法螺属的一种。主要分布于印度尼西亚、台湾，常栖息在浅海。